# Sainte-Flaive-des-Loups
Sainte-Flaive-des-Loups ist eine französische Gemeinde mit 2.547 Einwohnern (Stand: 1. Januar 2022) im Département Vendée in der Region Pays de la Loire; sie gehört zum Arrondissement Les Sables d’Olonne und zum Kanton Talmont-Saint-Hilaire (bis 2015: Kanton La Mothe-Achard). Die Einwohner werden Flavois genannt.

## Geographie
Sainte-Flaive-des-Loups liegt etwa dreizehn Kilometer westsüdwestlich von La Roche-sur-Yon und etwa 19 Kilometer nordöstlich von Les Sables-d’Olonne an der Auzance, die hier entspringt. Umgeben wird Sainte-Flaive-des-Loups von den Nachbargemeinden Landeronde im Norden, Les Clouzeaux im Osten, Nieul-le-Dolent im Südosten, Le Girouard im Süden, La Chapelle-Achard im Westen und Südwesten, La Mothe-Achard im Westen sowie Saint-Georges-de-Pointindoux im Nordwesten.

## Bevölkerungsentwicklung
| Jahr      | 1962 | 1968 | 1975 | 1982 | 1990 | 1999 | 2006 | 2012 |
| Einwohner | 1271 | 1213 | 1145 | 1399 | 1556 | 1579 | 1939 | 2226 |

## Baudenkmäler
Siehe: Liste der Monuments historiques in Sainte-Flaive-des-Loups